# Henri Kéroul
Henry Alexis Antoine Siméon Queyroul, dit Henri Kéroul, né le 8 février 1854 à Corte et mort le 13 avril 1921 en son domicile dans le 18e arrondissement de Paris, est un auteur dramatique et romancier français.
Il travaillait avec Albert Barré.
Il est le père du cinéaste Maurice Kéroul.

## Biographie
Ses pièces ont été représentées sur les plus grandes scènes parisiennes du XIXe et du début du XXe siècle : Théâtre des Folies-Dramatiques, Théâtre du Palais-Royal, Théâtre des Bouffes-Parisiens, Théâtre de l'Ambigu-Comique, etc.
En 1932, Le Billet de logement de Charles-Félix Tavano est tiré de sa pièce et, en 1950, René Jayet tire un film homonyme de sa pièce Nuit de noces, avec Martine Carol, Jean Parédès ou encore Mona Goya.

## Œuvres
- Le Sosie, opéra bouffe en 3 actes, avec Albin Valabrègue, musique de Raoul Pugno, 1887
- Cousin-cousine, opérette en 3 actes, avec Ordonneau, musique de Gaston Serpette, 1893
- Les Boulinard, comédie-vaudeville en 3 actes, en prose, avec Ordonneau et Albin Valabrègue, 1891
- L'Oncle Célestin, opérette en 3 actes, avec Maurice Ordonneau, musique d'Edmond Audran, 1891
- Le Voyage des Berluron, vaudeville en 4 actes, avec Ernest Grenet-Dancourt et Ordonneau, 1893
- L’Élève du Conservatoire, opérette en 3 acte, avec Paul Burani, musique de Leopold Wenzel, 1894
- Le Billet de logement, comédie-vaudeville en 3 actes, avec Antony Mars, 1901
- Le Petit Muet, drame en 5 actes et 7 tableaux, 1901
- Le Petit Muet, roman, Fayard, 1902
- Nuit de noces, vaudeville en 3 actes, avec Barré, 1904
- Les Cambrioleurs de Paris, 1904
- Une veine de ..., vaudeville en 3 actes, avec Barré, 1905
- Toison d'or, vaudeville en 3 actes, avec Barré, 1905
- Le Chopin, vaudeville en 3 actes, avec Barré, 1905
- Le Numéro 18, vaudeville en 3 actes, avec Barré, 1907
- La Princesse Sans-Gêne, 1907
- Madame Tantale, vaudeville en 3 actes, avec Barré, 1907
- Tourtelin s'amuse, vaudeville en 3 actes, avec Barré, 1908
- Alfred !..., vaudeville en 2 actes, avec Albert Barré, 1909
- L'Éprouvette, 1910
- Moumoute !, vaudeville en 2 actes, avec Barré, 1910
- Pamphile, sketch en 1 acte, 1911
- Le Chopin de Nini, vaudeville en 1 acte, avec Barré, 1912
- Une mauvaise farce, vaudeville militaire en 1 acte, 1912
- Un mariage à la vapeur, vaudeville en 1 acte, avec Barré, 1914
- Les Maris de Ginette, opérette en 3 actes, avec Barré, musique de Félix Fourdrain, 1916
- Les Deux Pigeons, vaudeville en deux actes et trois tableaux, avec Barré, non daté
- Les Deux Petiotes, roman, avec Georges Le Faure, posthume, Tallandier, 1927
- La Petite Duchesse, roman, avec Le Faure, posth., Tallandier, 1927